# María Belén Toimil
María Belén Toimil Fernández (* 5. Mai 1994 in Mugardos) ist eine spanische Leichtathletin, die sich auf das Kugelstoßen spezialisiert hat und aktuell Inhaberin des Landesrekordes ist.

## Sportkarriere
Erste Erfahrung bei internationalen Meisterschaften sammelte María Belén Toimil im Jahr 2011, als sie bei den Jugendweltmeisterschaften nahe Lille im Kugelstoßen mit einer Weite von 12,87 m in der Qualifikation ausschied und auch im Diskuswurf verpasste sie mit 44,21 m den Finaleinzug. Im Jahr darauf belegte sie bei den Juniorenweltmeisterschaften in Barcelona mit 14,29 m den zwölften Platz im Kugelstoßen und schied mit dem Diskus mit 45,83 m in der Vorrunde aus. 2013 belegte sie dann bei den Junioreneuropameisterschaften in Rieti mit 15,82 m bzw. 50,15 m die Plätze vier und fünf. Im Jahr darauf gewann sie bei den U23-Mittelmeermeisterschaften in Aubagne mit 15,31 m die Silbermedaille hinter der Türkin Emel Dereli und 2015 wurde sie bei den U23-Europameisterschaften in Tallinn mit 15,66 m Rang zehn im Kugelstoßen. 2016 siegte sie bei den U23-Mittelmeermeisterschaften in Tunis mit einer Weite von 16,30 m und schied anschließend bei den Europameisterschaften in Amsterdam mit 16,00 m in der Qualifikation aus. 
2017 startete sie erstmals bei den Weltmeisterschaften in London, verpasste aber auch dort mit 16,38 m den Finaleinzug. 2021 belegte sie dann bei den Halleneuropameisterschaften in Toruń mit 18,01 m im Finale den siebten Platz. Ende Juni verbesserte sie den spanischen Freiluftrekord auf 18,80 m und qualifizierte sich damit für die Olympischen Spiele in Tokio, bei denen sie mit 17,38 m aber den Finaleinzug verpasste. Im Jahr darauf gewann sie bei den Ibero-Amerikanischen Meisterschaften in La Nucia mit 17,85 m die Silbermedaille hinter der Portugiesin Jéssica Inchude und im Juli schied sie bei den Weltmeisterschaften in Eugene mit 17,48 m in der Qualifikationsrunde aus und gelangte dann bei den Europameisterschaften in München mit 17,86 m auf Rang zehn. 2023 schied sie bei den Halleneuropameisterschaften in Istanbul mit 16,88 m in der Vorrunde aus und im Juni wurde sie bei der 1. Liga der Team-Europameisterschaft im Rahmen der Europaspiele in Chorzów mit 15,32 m Zwölfte. Im Jahr darauf belegte sie bei den Europameisterschaften in Rom mit 18,43 m den fünften Platz. Anschließend verpasste sie bei den Olympischen Sommerspielen in Paris mit 16,83 m den Finaleinzug.
In den Jahren von 2020 bis 2024 wurde Toimil spanische Meisterin im Kugelstoßen im Freien sowie von 2021 bis 2024 in der Halle.